# Rugby a 15 nel 1985

## Attività Internazionale

### Altri Tour
- Tour Interno del Sudafrica: i sudafricani sono emarginati a causa dell'apartheid (il boicottaggio dei paesi esteri diventa sempre più forte e stringente, anche in campo sportivo). Gli Springboks dunque eseguono un tour interno dove affrontano solo alcune selezioni locali.

### I Barbarians
I Barbarians hanno disputato i seguenti match, tra cui uno storico match contro l'Italia.
| Northampton 6 marzo 1985 | East Midlands | 32 – 30 | Barbarians |  |

| Penarth 5 aprile 1985 | Penarth RFC | 14 – 48 | Barbarians |  |

| Cardiff 6 aprile 1985 | Cardiff RFC | 44 – 20 | Barbarians | Arms Park |

| Swansea 8 aprile 1985 | Swansea RFC | 21 – 17 | Barbarians | Saint Helen's |

| Roma 26 maggio 1985 | Italia XV | 15 – 23 | Barbarians | Stadio Flaminio |

| Londra 14 settembre 1985 | London Welsh | 24 – 27 | Barbarians | Twickenham |

| Newport 22 ottobre 1985 | Newport RFC | 38 – 29 | Barbarians | Rodney Parade |

| Leicester 28 dicembre 1985 | Leicester Tigers | 16 – 19 | Barbarians | Welford Road |

## Campionati nazionali
- Africa:

| Sudafrica | Currie Cup | Western Province |

- Oceania:

| Nuovo Galles del Sud | Shute Shield                     | Parramatta |
| Queensland           | Premier Rugby                    | Wests      |
| Australia            | Campionato per Club              | Brothers   |
| Nuova Zelanda        | National Provincial Championship | Auckland   |

- Americhe:

| Argentina   | Interprovinciale       | Tucuman          |
|             | Camp. di Buenos Aires  | CASI             |
| Brasile     | Campionato             | Alphaville (SP)  |
| Canada      | Campionato Provinciale | British Columbia |
| Stati Uniti | Campionato             | Milwaukee        |

- Europa:

| Irlanda          | Interprovinciale         | Ulster           |
| Galles           | Campionato               | Pontypool RFC    |
|                  | WRU Challenge Cup        | Llanelli RFC     |
| Inghilterra      | Coppa                    | Bath Rugby       |
|                  | Campionato delle Contee  | Middlesex        |
| Francia          | Camopionato              | Stade Toulousain |
|                  | Challenge Yves du Manoir | Nizza            |
| Italia           | Campionato               | Petrarca Padova  |
| Scozia           | Campionato dei distretti | South            |
|                  | Campionato               | Hawick           |
| Unione Sovietica | Campionato               | VVA              |
|                  | Coppa                    | Slava            |
| Romania          | Campionato               | Steaua Bucarest  |
| Portogallo       | Coppa                    | Benfica          |
| Spagna           | Spagna (Copa del Rey)    | FC Barcelona     |
|                  | Campionato               | Cisneros Madrid  |